# 胥婴
胥婴（？—？），姬姓，胥氏，名婴，春秋时期晋国公族，晋国第一任新下军将。
狐毛死后，晋文公派赵衰代替他任上军将，赵衰推辞，让给了先且居，并认为箕郑、胥婴、先都的能力都和自己差不多。
前629年，晋国在清原举行蒐礼阅兵，废除三个步兵师，建立新上军和新下军，胥婴任新下军将。前621年之前，胥婴去世。